# Елпаши
 Елпаши — деревня в Кировской области. Входит в состав муниципального образования «Город Киров»

## География
Расположена на расстоянии примерно 7 км по прямой на северо-запад от железнодорожного вокзала Киров-Котласский.

## История
Известна с 1678 года как деревня Федяевская с 2 дворами, в 1764 году (Фадеевская) 12 жителей,  в 1802 году 4 двора. В 1873 году здесь (Фадеевская или Ельпашево) дворов 4 и жителей 49, в 1905 (Фаддеевская или Елпаши) 12 и 87, в 1926 (Елпаши или Фадеевская) 22 и 107, в 1950 (Елпаши) 47 и 157, в 1989 1 житель. Административно подчиняется Октябрьскому району города Киров. Ныне имеет дачный характер.

## Население
Постоянное население не было учтено как в 2002 году, так и в 2010.